# Gozo
Gozo (máltaiul Għawdex, IPA: [ˈɐːˤʊ̯dɛʃ]) a Máltai-szigetcsoport részét képező szigetek egyike a Földközi-tengerben. Malta után a második legnagyobb méretű sziget. A sziget Málta önálló minisztérium által kormányzott része.

## Földrajza

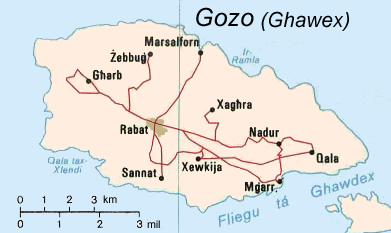
Gozo térképe

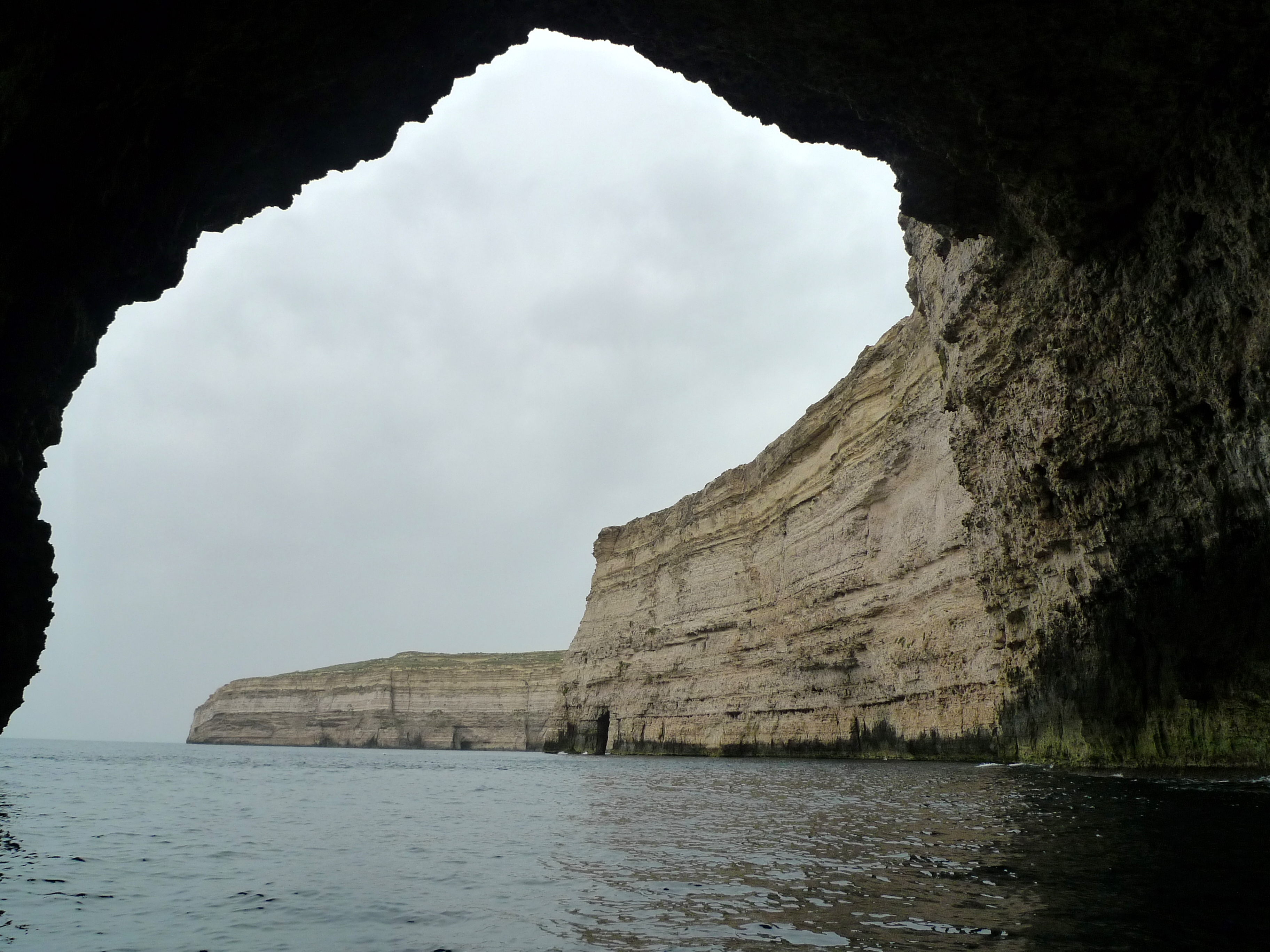
Gozo partjainak nagy része meredek sziklafal

Gozo területe 68 km², mintegy 5 km-re északnyugatra fekszik a szomszédos Malta szigetétől. A két sziget közti Comino-csatornában (Il-Fliegu ta' Kemmuna, Comino Channel) helyezkedik el a kicsiny Comino-Cominotto szigetpár. Alakja megközelítőleg ovális, hosszúsága 14 km, legnagyobb szélessége 7 km. A szigetek tömbje 15 millió évvel ezelőtt emelkedett ki a tengerből. Nagyjából 15000 éve a szigeteket Szicíliával összekötő földhíd eltűnt.
A sziget anyaga változatos. Bár alapja mészkő, Maltával ellentétben a dombok kivételével kék agyag található a felszínen, ezért jóval termékenyebb, mint a nagyobb sziget. Felszínére a szűk vízmosások, lapos platók és termékeny völgyek jellemzők. Bár a nagy szigethez hasonlóan itt is van néhány törésvonal a mészkő-felszínben, nem olyan jelentőségűek, mint Maltán. A legjobban megfigyelhető törésvonal a szűk völgy Nadur és Mġarr között.
Mivel a sziget talaja termékenyebb Maltáénál, tájai zöldebbek. Természetes vize szinte nincs, a téli esőkből lezúduló vizet igyekeznek felfogni, illetve néhány kút és forrás az év nagyobb részében ad vizet. Partjait meredek sziklafalak alkotják, csak egyes víz által feltöltött öblökben találunk lapos, még ritkábban homokos tengerpartot.

## Története

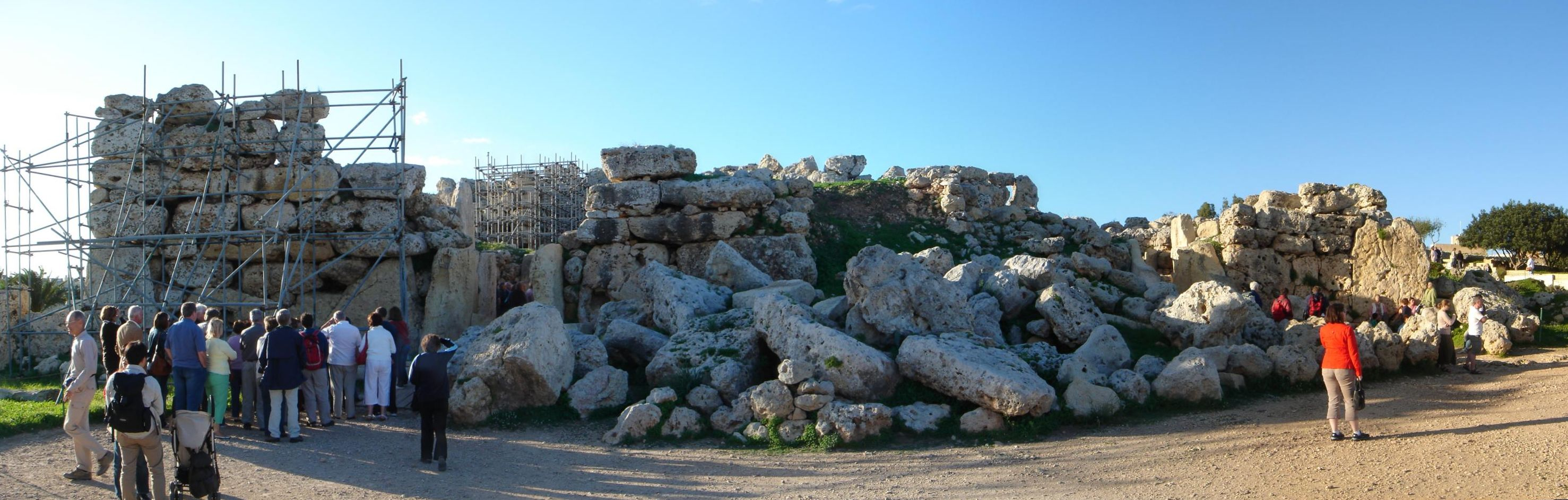
Ġgantija romjai

A sziget első lakosai Szicíliából érkeztek Kr.e. 7000 körül. Állatokat és növényeket hoztak magukkal, és kezdetben feltehetően a nyugati dombokban lévő barlangokban laktak. Az első régészeti emlékek Kr.e. 5000 körülre datálhatók az Il-Mixta barlangból. Emellett a legrégebbi emlékek közé tartoznak az ún. keréknyomok. A szigeten végbement kulturális fejlődés tanúja Ġgantija hatalmas neolitikus templomromja, a világ legrégebbi szabadon álló emberi építménye, amely valamikor Kr.e. 3600 és 3000 között épült. Ugyanebből a korból származik a xagħrai kőkör és számos más emlék. 2500-tól más népcsoport foglalta el a szigetet, ám nem tudni, kik voltak. A bronzkorban, kb. Kr. e. 1500 körül épült az első erődítmény a mai Citadella helyén.
Első történelmi lakói a föníciaiak voltak (Kr.e. 700 k.). Legfontosabb emlékük a Ras il-Wardijánál talált sziklába vágott szentély. Karthágó uralmát (kb. 550 után) Kr.e. 218-ban Rómáé váltotta fel. Ebben az időben Gozo Gaudos oppidum néven szövetséges település volt, és saját pénzt vert. Az itt termelt mézet és olívaolajat a birodalom különböző piacaira szállították. Ebben az időben érkezett ide először a kereszténység is. A római korból néhány villa alaprajza, és kevés tárgyi emlék maradt fenn.
A római uralmat 455-ben a vandál, 493-ban osztrogót megszállás követte, míg végül 535-ben Bizánc foglalta el a szigeteket. Őket észak-afrikai arabok űzték el. Tőlük származnak a szigetek mai nevei, és a legkorábbi hely- és családnevek is. Medina, a mai Citadella ekkor vált véglegesen a sziget központjává. Ők terjesztették el a szigeten a szélmalmokat.
Az 1091-es normann hódítás után újra a kereszténység vált egyeduralkodóvá a szigeten. Ezután Szicília királyságához tartozott. 1275-ben a Genovai Köztársaság csapatai kifosztották. 1299-ből származik az egyházközség első írásos említése. 1397-ig hűbérbirtok, ettől kezdve koronabirtok volt, kapitányát (a hakimot) évente nevezték ki. Az 1410-es években az aragóniai kormányzók őrtorony építésébe kezdtek Cominón, hogy a csatorna védelmét biztosítsák, ám a torony csak 1614-ben készült el.

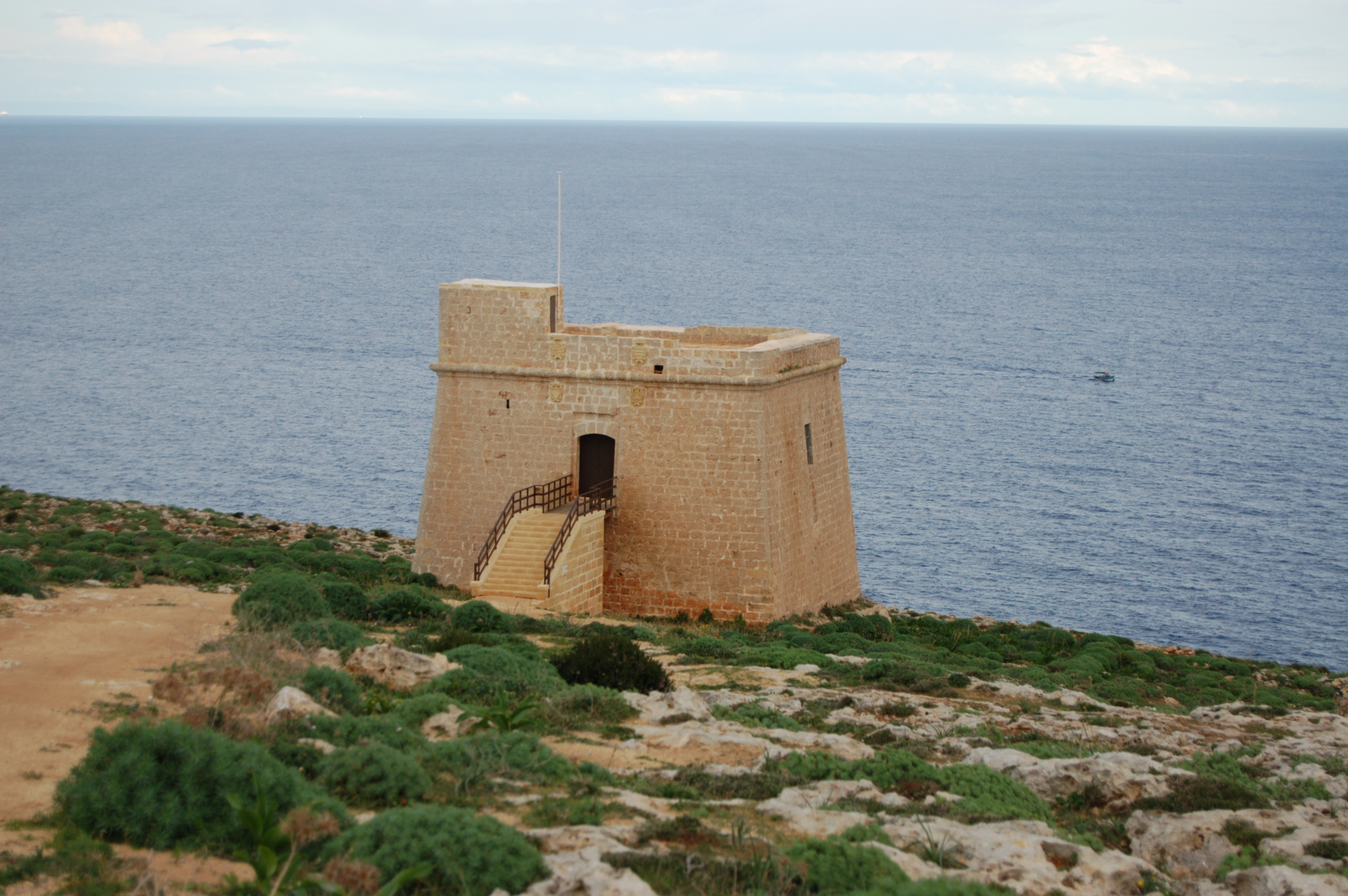
Ta' Sopu őrtornya

1530-ban V. Károly német-római császár a szigeteket a Jeruzsálemi Szent János Lovagrendnek adományozta, akik azonban nem sokat foglalkoztak Gozo védelmével. Több betörés után 1551 júliusában a Turgut reisz vezette, Maltáról elűzött törökök megostromolták a Citadellát, a sziget 5000 lakosát elhurcolták. Juan d'Homedes nagymester komolyan fontolóra vette Gozo elhagyását, ám a spontán betelepülés mégis megkezdődött. A lovagok ezután komoly védelmi építkezésekbe fogtak a szigeten: megerősítették a Citadellát, őrtornyokat építettek minden parton. 1637-ig a sziget lakosait törvény kötelezte, hogy az éjszakát a Citadellában töltsék. Ennek feloldása után a lakosság jelentős növekedésnek indult. A század végéig több település önálló egyházközséggé és településsé vált. Már a 17. században felmerült a Citadella helyett egy erődített város építése Marsalforn mellett, végül 1720-ban egy erőd, a Chambray erőd építésébe fogtak a délkeleti parton.
1798-ban Bonaparte Napóleon tábornok csapatai megszállták a szigeteket és elűzték a lovagokat. A fosztogatások miatt még ugyanezen évben Saverio Cassar atya vezetésével felkelés tört ki a francia megszállók ellen, akik október 28-án megadták magukat. Gozo teljesen függetlenné vált. 1800-ban a britek szállták meg a szigetet, amely ismét Málta része lett. Az 1814-es párizsi béke értelmében Málta brit koronabirtokká vált.
1864. szeptember 16-án IX. Pius pápa Gozót püspökség rangjára emelte. A második világháború a szigeten is szedett áldozatokat, bár katonai jelentősége nem volt. 1964. szeptember 21-én Málta függetlenné vált Nagy-Britanniától, 1987 óta pedig a központi kormányzatot külön Gozóért Felelős Minisztérium képviseli a szigeten. 1993-ban Málta átszervezte a közigazgatást, azóta Gozo 14 helyi tanácsra oszlik.

## Közigazgatása és települései

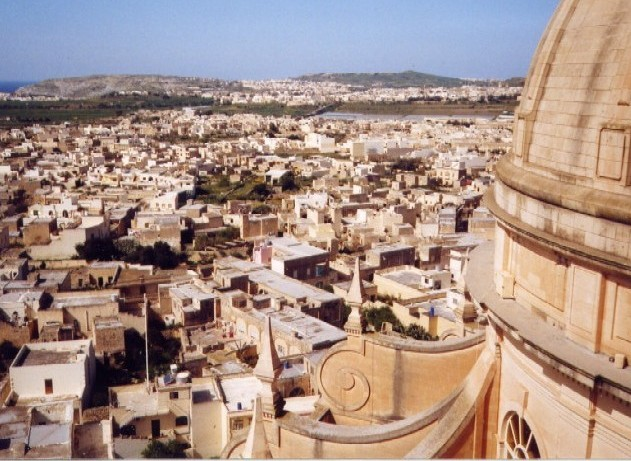
Kilátás Xewkija templomából

Gozo 1678-ig egyetlen településként Málta "csatolt részének" számított. Ekkor vált ki Xewkija az egységes gozói egyházközségből, ami akkor a közigazgatási egységeket meghatározta. A Lovagrend uralmának végén a következőkből állt: Rabat (Gozo), Xewkija, Għarb, Xagħra, Żebbuġ, Ta' Sannat, Nadur (Kelet-Gozo). Napoleon két községgé szervezte, ám hamar visszaállították a régi községeket. A brit uralom idején újabb egyházközségek jöttek létre: Fontana, Għasri, Kerċem (mindhárom Rabatból), San Lawrenz (Għarbból), Munxar (Ta' Sannatból), Għajnsielem és Qala (Nadurból). Néhány évtizednyi átmeneti közigazgatás után végül 1993-ban létrehozták a helyi tanácsokat, Gozót 14 helyi tanácsra osztották.
Helyi tanácsai és települései:
- Fontana
- Għajnsielem
- Għarb
- Għasri
- Kerċem
- Marsalforn (Żebbuġ, 2010. márciusától részlegesen önálló)[3]
- Mġarr (Għajnsielem)
- Munxar
- Nadur
- Qala
- Rabat (székhely)
- San Lawrenz
- Sannat
- Santa Luċija (Kerċem, 2010. márciusától részlegesen önálló)
- Xagħra
- Xewkija
- Xlendi (Munxar, 2010. márciusától részlegesen önálló)
- Żebbuġ

## Kultúra
A szigetnek számos helyi rádióadója működik. Két állandó színháza (Teatru Astra, Teatru Aurora) van Rabatban, és több színtársulata. Szinte minden községben van band club. A kulturális események nagyban kötődnek a plébániákhoz és az ifjúsági központokhoz (youth centre), illetve fontos események a festák.

### Fesztiválok
- Helyi festák
- Cittadella: a Leone Philharmonic Orchestra szervezi, teljes címe: Cittadella – Gozo for Arts and Culture. Egyhetes program kulturális kirándulásokkal, koncertekkel, színházi előadásokkal
- Mediterranea: kulturális fesztivál a Teatru Astra szervezésében

## Egyház
Gozo 98%-a gyakorló katolikus. 1864 óta önálló püspökség, a Máltai Érsekség része. Jelenlegi püspöke Mario Grech. Más egyházak Gozón nem léteznek szervezett formában.
Eddigi püspökei:
- 1864–1866: Mikiel Franġisk Buttiġieġ
- 1866–1867: Paolo Micallef (püspöki helynök)
- 1868–1876: Antonio Grech Delicata
- 1877–1889: Pietru Pace
- 1889–1924: Giovanni Maria Camilleri
- 1924–1943: Michael Gonzi
- 1944–1972: Ġuzepp Pace
- 1972–2006: Nikol Ġ Cauchi (1929-2010)
- 2006-tól: Mario Grech (*1957)

## Népessége
2005-ben a sziget lakossága 31 053 fő volt (49,4% férfi, 50,6% nő), ez az ország lakosságának 7,7%-a. Nyers élveszületési arányszáma 7,93, alacsonyabb mint Máltáé (9,59). A legmagasabb arányszám San Lawrenz községéé (15,93), a legalacsonyabb Xewkijáé (4,89). A lakosság 31,8%-a 25 év alatti, 34,5%-a 25 és 49 év közötti, 17,7%-a 49 és 65 év közötti, 16%-a 65 év fölötti, ebből 4% 80 év fölött van. A legnagyobb népességnövekedés Munxarban, Żebbuġban, Għajnsielemben, Għasriban és Għarbban figyelhető meg (1995 és 2005 között).
Népsűrűsége jóval alacsonyabb Maltáénál, 452 fő/km².

## Közlekedése

### Érkezés

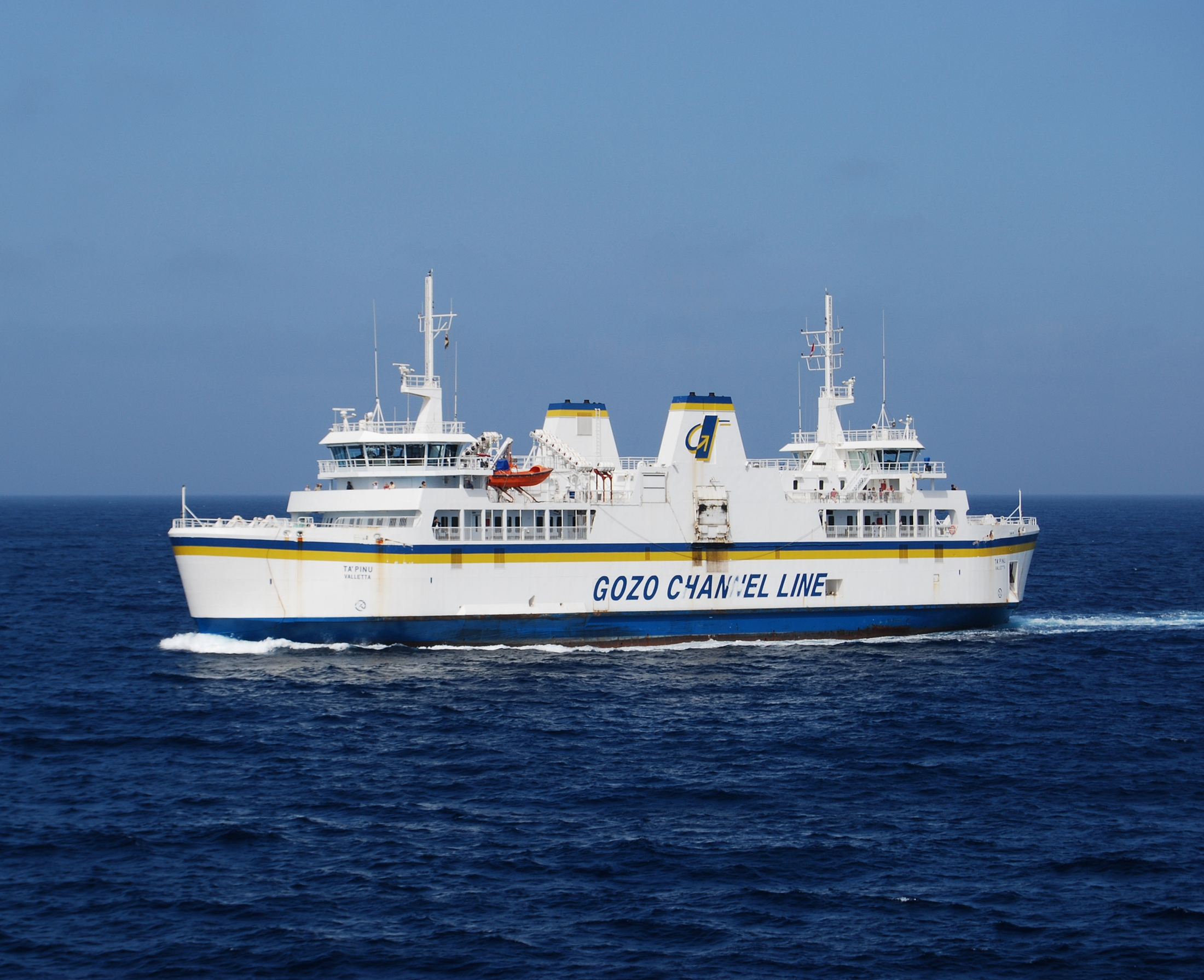
A Gozo Channel Line járata

A sziget csak Málta felől, legegyszerűbben a Gozo Channel Line által üzemeltetett komppal közelíthető meg, amely a máltai Ċirkewwa és a gozoi Mġarr között jár, csúcsidőben háromnegyed óránként. Ezen kívül helikopterjárat (Luqa-Gozo Airport) és hidroplánforgalom (Valletta-Mġarr) is üzemel a két sziget között. Előkészületek folytak a szigetek közti híd megépítésére, amelyet azonban a lakosság tiltakozása miatt leállítottak. 2011-ben Chris Said parlamenti képviselő indítványt nyújtott be egy tenger alatti alagút építésére, amely a környezetet, a hajózást és a látképet sem zavarva állandó összeköttetést jelentene a két sziget között. A költségeket 150 millió euróra becsülte. Bár Gozo lakossága üdvözölte az elképzelést, a szakemberek számos lehetséges problémára hívták fel a figyelmet, amik legalábbis a költségek jelentős emelkedését jelenthetik, a nagy szigeten lakóknak pedig nem érdeke ez, így sokan elvből ellenzik.

### Közúti közlekedés
A sziget útjai szűkek, de összességében jobb minőségűek a máltaiaknál. Minden fő útvonal Victoriában fut össze, az összekötő- és kerülőútvonalakhoz szükség lehet térképre is! Taxik ugyan vannak, de aránytalanul magas áraik miatt csak végszükség esetén ajánlott igénybe venni őket!

### Tömegközlekedés
A szigeten szinte mindenhova eljuthatunk az itt szürke színű menetrend szerinti autóbuszokkal. A buszok meglehetősen ritkán járnak. Mġarr és Qala kikötőiből magáncsónakokon elérhető Comino szigete.

## Látnivalói

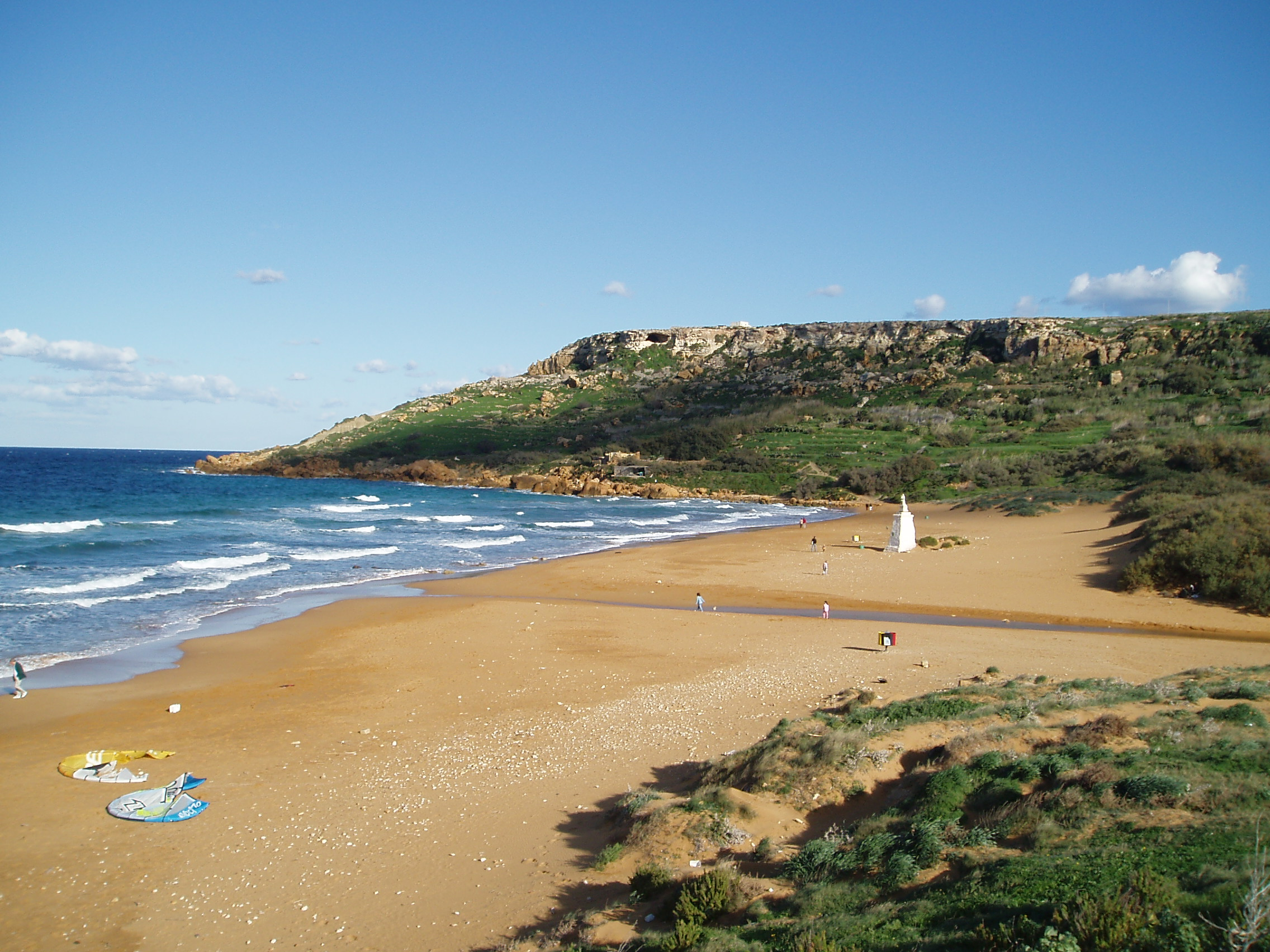
Ramla Bay strandja

Leghíresebb látnivalói:

### Fontana
- A forrás és az árkádok

### Għajnsielem
- Plébániatemplom
- Régi plébániatemplom
- Chambray erőd (Mġarr)
- Mġarr kikötője
- Lourdes-i kápolna (Mġarr)

### Għarb
- Ta' Pinu temploma és a Keresztút, Málta legfontosabb zarándokhelye
- Plébániatemplom
- Folklór Múzeum

### Għasri
- Ta' Ġurdan-világítótorony

### Munxar
- Xlendi-öböl és község
- Xlendi Tower (Xlendi)

### Nadur
- Szt. Péter és Pál bazilika
- Ta' Karkanja (Szent Szív)-templom
- Ta' Sopu-torony (San Blas)
- Ramla Bay (Ta' Hida)
- Daħlet Qorrot-öböl (San Blas)
- San Blas-öböl (San Blas)

### Qala
- Szeplőtlen fogantatás kápolna
- Szűz Mária-kápolna a sziklákon
- Keréknyomok
- A sziget legjobb állapotban megőrzött szélmalma
- Sólepárlók
- Ħondoq Ir-Rummien-öböl, a helyiek kedvelt barbecue-helye

### Rabat
- A Citadella, a sziget egykori erőssége és menedékhelye, amelynek falairól szinte az egész sziget belátható
- Történeti Múzeum (Museum of Archaeology, Citadella)
- Régi börtön (Old Prison, Citadella)
- Folklór Múzeum (Folklore Museum, Citadella)
- Természettudományi Múzeum (Natural Science Museum, Citadella)
- A Szűz Mária-székesegyház (Santa Marija)
- Szt. György-templom (San Ġorġ)
- Astra Színház (Teatru Astra)
- Aurora Operaház (Teatru tal-Opra Aurora)

### San Lawrenz
Dwejra:
- Il-Qawra (Inland sea, a beltenger)
- Szent Anna kápolna
- Dwejra torony
- A Generális-szikla (Fungus Rock)
- Keréknyomok

### Ta' Sannat
- Ta' Ċenċ sziklái
- Szent Margit-plébániatemplom
- Keréknyomok
- Borģ l-Imramma őskori templomrom

Mġarr ix-Xini:
- Mġarr ix-Xini Regionális Park
- Lovagkori őrtorony

### Xagħra
- Ġgantija neolitikus templomrom
- Xagħrai kőkör (Iċ-ċircu tax-Xagħra; Xagħra vagy Brochtorff stone circle)
- Szélmalom (Ta' Kola Windmill)
- Játékmúzeum (Pomskizillious Museum of Toys)

### Xewkija
- La Rotunda
- Keréknyomok (Misraħ Imbert)
- A szélmalom, szélirányokhoz tájolt alapjával

### Żebbuġ
- Mária mennybevétele-plébániatemplom: ónix díszítések
- Marsalforn üdülőfalu
- Tas-Salvatur domb a Megváltó Jézus szobrával
- Sólepárlók (salt pans)
- Xwejni- és Qbajjar-öböl

### Külső hivatkozások
- Gozo hivatalos honlapja Archiválva 2020. október 24-i dátummal a Wayback Machine-ben
- Fényképek Gozóról